# Asokore Mampong

Asokore Mampong är en ort i södra Ghana, belägen strax öster om Kumasi. Den är huvudort för distriktet Asokore Mampong, och folkmängden uppgick till 26 320 invånare vid folkräkningen 2010. Asokore Mampong ingick tidigare i staden Kumasi, men orten med omgivande distrikt bröts ur och bildade ett eget distrikt 29 juni 2012.